# Forcipomyia sahariensis
Forcipomyia sahariensis är en tvåvingeart som beskrevs av Jean-Jacques Kieffer 1923. Forcipomyia sahariensis ingår i släktet Forcipomyia och familjen svidknott. Inga underarter finns listade i Catalogue of Life.